# Balla Miklós (színművész)
Balla Miklós (Nagyszeben, 1935. június 4. – Budapest, 2022. augusztus 20.) magyar színész.

## Életpályája
Színészi diplomáját Marosvásárhelyen a Szentgyörgyi István Színművészeti Főiskolán 1957-ben vehette át. Pályáját a Nagyváradi Állami Színházban kezdte. 1986-ban áttelepült Magyarországra. 1987-től a Népszínház, illetve a jogutód Budapesti Kamaraszínház művésze volt.

## Családja
Édesanyja, Somogyi Nusi korán elhunyt, így a nagyszülei nevelték. Nagyapja, Somogyi Béla, az 1940-es években a nagyváradi színház intendánsa volt. Dédnagyapja Somogyi Károly (1845–1908), a nagyváradi kőszínház első igazgatója és társulatának megszervezője volt.

## Fontosabb színpadi szerepei
- William Shakespeare: Szeget szeggel... Hólyag
- William Shakespeare: A windsori víg nők... Sir Hugh Evans, walesi pap
- Molière: A fösvény... La Flèche (Fecske), Clèante inasa
- Niccolò Machiavelli: Mandragóra... Nicia
- Szophoklész: Antigoné... Teiresziász
- Bertolt Brecht: Svejk a II. világháborúban... Svejk
- Arthur Miller Pillantás a hídról... Mike
- George Bernard Shaw: Az orvos dilemmája... Dr. Schutzmacher, orvos
- Bertolt Brecht: Koldusopera... Horgasujjú Jakab
- Bertolt Brecht: Kurázsi mama és gyermekei... Fiatal paraszt
- Jaroslav Hašek: Švejk, a derék katona... Kotatko, artista
- Nyikolaj Vasziljevics Gogol: A revizor... Pjotr Ivanovics Bobcsinszkij, helybeli birtokos
- Makszim Gorkij: Éjjeli menedékhely... Aljoska
- Lope de Vega: A kertész kutyája... Ricardo márki
- Ion Luca Caragiale: Az elveszett levél... Ghita Pristanda, a város rendőrfőnöke
- Heltai Jenő: A néma levente... Tiribi, a király udvari bolondja
- Hubay Miklós – Vas István – Ránki György: Egy szerelem három éjszakája... III. katonaszökevény
- Bródy Sándor: A tanítónő... Főúr
- Katona József: Bánk bán... Tiborc
- Móricz Zsigmond: Úri muri... Ködmön András
- Móricz Zsigmond: Rokonok... Öregember
- Kós Károly: Budai Nagy Antal... Lépes György, erdélyi püspök
- Zilahy Lajos: Fatornyok... Az öreg Borcay
- Timár György: Pártfogoltak... Erdős Gusztáv, a Hungária autósiskola szakoktatója
- Méhes György: Az nem igaz, hogy ez igaz!... Strasser
- Méhes György: Barbár komédia... Buxinx, vándorkocsmáros
- Sütő András: Anyám könnyû álmot ígér... Fütyü
- Tamási Áron: Csalóka szivárvány... Virág, úr, nyugalmazott őrmester
- Békés Pál: Egy kis térzene... Art, úr
- Benedek András: A csudakarikás... Durumó

## Filmek, tv
- Énekóra
- Miniszter a barátom
- A szúnyog
- Elveszett levél